# Pacifico Massimi
Pacifico Massimi o Massimo, detto Pacifico d'Ascoli (latino: Pacificus Maximus; Ascoli Piceno, intorno al 1410 – Fano, prima del 1506) è stato un poeta e letterato italiano.

## Biografia
È noto principalmente come autore di opere in lingua latina, soprattutto in campo retorico e filosofico. Fu esiliato due volte dalla città città di Ascoli. Nel 1485 si trasferisce a Firenze.
Divise il suo tempo tra la cultura delle lettere e dei piaceri, e compose molte poesie in latino, che furono raccolte e pubblicate per la prima volta a Firenze nel 1489 con il titolo: Hecatelegiumn, sive elegiæ jocosæ et festivæ, laudes summorum virorum, urbium et locorum, invectivae in quosdam, ecc.  Visse quasi un secolo.